# Сигар, Мириам
Мириам Сигар (англ. Miriam Seegar, 1 сентября 1907 — 2 января 2011) — американская актриса
 немого кино.
На киноэкранах она дебютировала в 1928 году в фильме «Цена развода». В том же году она появилась в фильме «Долина призраков», где исполнила главную роль. В 1929 году актриса снялась ещё в четырёх картинах, а в 1930 году в прокат вышло шесть фильмах с её участием. В последующие три года Мириам Сигар ещё шесть раз появилась на киноэкранах, в основном в фильмах категории B, а в 1933 году покинула кинематограф, спустя год после замужества (Тим Уэлан). Дальнейшие годы она посвятила семье, воспитанию двоих детей, и работе в качестве декоратора.
В 2000 году Мириам Сигар снялась в документальном фильме о немом кино, где помимо неё появились звёзды прошлого Люсиль Ланд и Мюриэль Эванс.
Мириам Сигар умерла 2 января 2011 года в возрасте 103 лет.

## Фильмография
| Год  |   | Русское название          | Оригинальное название         | Роль                |
| ---- | - | ------------------------- | ----------------------------- | ------------------- |
| 1928 | ф | Цена развода              | The Price of Divorce          | другая женщина      |
| 1928 | ф | Долина призраков          | Valley of the Ghosts          | Стелла Нельсон      |
| 1929 | ф | Доктор любви              | The Love Doctor               | Грейс Тайлер        |
| 1929 | ф | Когда рыцари были смелыми | When Knights Were Bold        | леди Ровена         |
| 1929 | ф | —                         | Fashions in Love              | Дельфин Мартин      |
| 1929 | ф | Семь ключей к Болдпейт    | Seven Keys to Baldpate        | Мэри Нортон         |
| 1930 | ф | Клэнси на Уолл-стрит      | Clancy in Wall Street         | Кэти Клэнси         |
| 1930 | ф | —                         | New Movietone Follies of 1930 | Мэри Мейсон         |
| 1930 | ф | —                         | What a Man                    | Эйлин Килбурн       |
| 1930 | ф | Большие деньги            | Big Money                     | Джоан Маккол        |
| 1930 | ф | —                         | The Dawn Trail                | Джун Дентон         |
| 1931 | ф | Лев и ягнёнок             | The Lion and the Lamb         | Мэдж                |
| 1931 | ф | —                         | The Woman Between             | Дорис Уиткомб       |
| 1932 | ф | —                         | The Famous Ferguson Case      | миссис Джадд Брукс  |
| 1932 | ф | —                         | Strangers of the Evening      | Рут Дэниелс         |
| 1932 | ф | Из Сингапура              | Out of Singapore              | Мэри Кэрролл Мюррей |
| 1932 | ф | —                         | False Faces                   | Лотти Нэйшен        |